# Col des Confins
Le col des Confins est un col de France situé en Haute-Savoie, au-dessus de La Clusaz. Il se trouve au pied de la chaîne des Aravis, en balcon au-dessus de la vallée du Bouchet, face au mont Lachat de Châtillon. Sa facilité d'accès par la route, les panoramas qu'il offre, la présence de son lac et d'un domaine nordique l'hiver ainsi que les nombreuses possibilités de balades et de randonnées qu'il offre en font l'un des lieux les plus touristiques de cette partie du massif.
La route qui mène au col depuis la Clusaz ne permet pas de gagner la vallée du Bouchet, elle s'arrête juste après avoir franchi le col en laissant place à des chemins carrossables puis des sentiers ; le point le plus haut de la route s'élève à 1 432 mètres d'altitude dans le virage en épingle juste avant le parking mais le vrai col géographique se situe juste en contrebas de la route, au nord, à 1 425 mètres d'altitude.

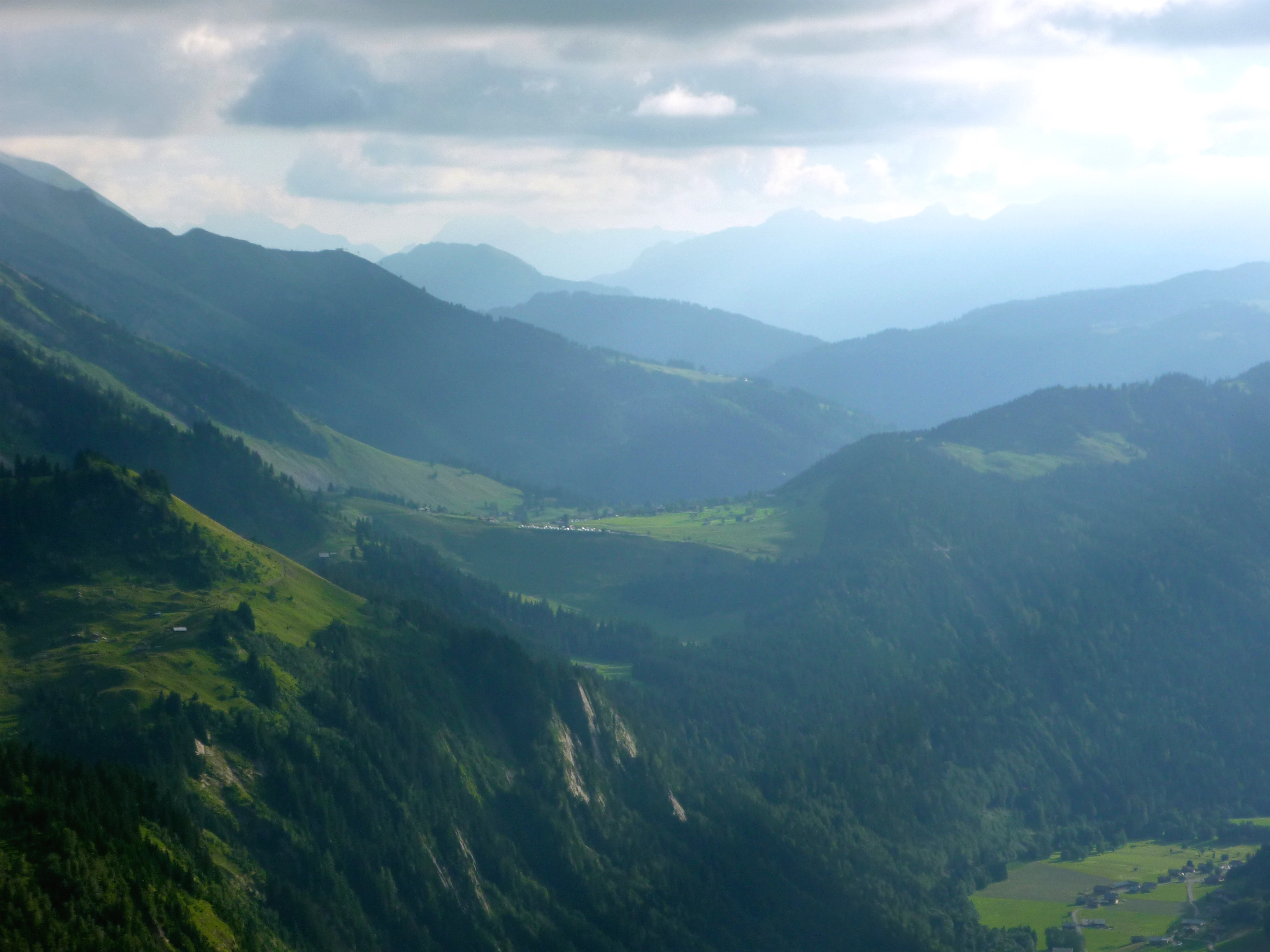
Vue du col des Confins (au centre) depuis le refuge de la Pointe Percée – Gramusset au nord par-delà la vallée du Bouchet.